# 関谷愛里紗
関谷 愛里紗（せきや ありさ）は、東京都出身の女優、歌手、タレント。

## 略歴・人物
実姉・関谷彩花が子役でミュージカル初出演を果たした際、その影響で自身もわずか6歳にしてジャズダンスを始める。後に姉妹そろってジュニア・ミュージカル界で注目を浴び、主にミュージカルや舞台などで活躍。一時期はミュージカル集団・東京メッツのジュニアチームとも言うべき「東京リトルメッツ」に在籍していた。また、アイドル応援サイトアイドルcheck!にも参加していた。
2006年夏から一年間、実姉の彩花（当時・上月あや）と共にあやありさとしても歌手活動を中心にユニット活動をしていた。
2009年春から彩花と共に関谷姉妹として、2009年夏からはcr0ss†（クロス）として歌手活動を再開。
特技は歌、ダンス、器械体操、水泳、一輪車、ものまね。

## 出演

### 舞台
- プリンセス・ハムレット（2000年）
- kiddy☆2001 ライブ ユア ドリーム（2001年）
- 小公女プリンセスセーラ（2001年）ロッティ役
- kiddy2002 〜星からの招待状〜（2002年）ヒロエ役
- kiddy2003 不思議なアメ玉（2003年）レビュー出演（関谷彩花と共演）
- BEST☆DREAM（2003年）プッチメリ役（関谷彩花と共演）
- 葉っぱのフレディ（2004年）
- Dream Angel Vol.56（2005年）※四谷Live inn Magicでのライヴ、関谷彩花と共演
- Dream Angel Vol.62（2005年）※四谷Live inn Magicでのライヴ、関谷彩花と共演
- Dream Festival in Magic（2005年）※四谷Live inn Magicでのライヴ、関谷彩花と共演
- 生命の樹（2005年）
- Go Go Magic Night ☆ Birthday Night（2005年）※四谷Live inn Magicでのライヴ
- Dream Angel Vol.79（2005年）※四谷Live inn Magicでのライヴ
- GO,JET!GO!GO! vol.2 KM企画バージョン（2005年）メグ役
- 座敷童女（2006年）座敷童女役
- みにくいアヒルの子（2006年 - 2007年）アヒルの兄弟役

### テレビドラマ
- 金曜プレステージ 奥様は警視総監4（2009年、フジテレビ）酒巻絵美役（関谷彩花と共演）
- 月曜ゴールデン 女タクシードライバーの事件日誌5（2010年、TBS）

### 映画
- 博士の愛した数式（2006年、アスミック・エースエンタテインメント）
- 筆子・その愛 -天使のピアノ-（2007年、現代ぷろだくしょん）太田徳代役
- スプリング☆デイズ（2007年、キッチュ） 愛川さおり役（上月あやと共演）
- DID YOU HEAR WHAT THEY SAID?（2008年、黒澤明記念ショートフィルム・コンペティション2008 ノミネート作品）あやか役
- 新宿区歌舞伎町保育園（2009年、マーベラスエンターテイメント）女子高生役
- しんおん（2009年夏公開予定）コノハ役
- tenbatsu（2010年、アムモ）神木沙耶役

### ネットムービー・ネットドラマ
- 学校の怪人（2007年、キッチュ） - 愛川さおり役（上月あやと共演）
- エルノオト（2007年、「エルノオト」製作委員会、超!アニメロにて配信）アヤカ役（上月あやと共演）

### Vシネマ
- 実録 超・都市伝説（2008年、アムモ）第5話「神様につながる電話番号」神原美緒役
- 渋谷の女子高生たちが語った“呪いのリスト”（2008年、アムモ）List:04「血まみれの人形」関谷留美役
- 渋谷の女子高生たちが語った“呪いのリスト2”（2009年、アムモ）真城梓役
- 渋谷の女子高生たちが語った“呪いのリスト3”（2009年、アムモ）
- 絶叫2（2012年、「絶叫2」制作委員会、ミッドシップ）(関谷彩花と共演)

### テレビバラエティ番組
- Dのゲキジョー 〜運命のジャッジ〜（出演時期不明、フジテレビ）波野久里子篇
- SMAP×SMAP（2008年・2009年、関西テレビ・フジテレビ）「ホレ八先生」女子高生役
- うぇぶたま3（2008年、テレビ東京）

### その他のテレビ番組
- ハッチポッチステーション（2000年 - 2004年、NHK衛星第2・NHK教育）『ビバ グランパ』（バックコーラス）

### CM
- 大塚ベバレジ MATCH（2008年）
- 日本コカコーラ スプライト（2008年）※web-cm

### インターネットTV
- アイドルcheck!（2005年 － 2007年、あっ!とおどろく放送局）関谷彩花と共演の回もあり
- 3時のおやつ（2006年 － 2007年、TVON）
- まえけんのピカコイホームルーム、ピカコイ世界会議（2007年）
- ロビンちゃんをさがせ!（2008年、EnCafeTV）関谷彩花と共演

## 音楽CD、DVD

### アルバム
関谷愛里紗名義
- アキバのみんなのうた（2007年、Organ Records）ラジオ体操のうた

あやありさ名義
- Pretty2 Yellow（2007年、エクスプロージョンレコーズ）（Summer Victory収録）